# Suspiros Poéticos e Saudades
Suspiros Poéticos e Saudades é o título do livro poético de Domingos Gonçalves de Magalhães, tido como a primeira obra do romantismo no Brasil.
Datada de 1836, o livro traz o sentimento de antilusitanismo do autor, muito popular no país nos momentos que sucederam à sua emancipação política de Portugal.
Junto à Nitheroy, revista brasiliense, também editada por Gonçalves de Magalhães, o livro veio renovar as influências estéticas do país, consoante a moda europeia; trazia em si a busca do sentimento de nacionalidade, através do elemento indígena. Sobre sua pretensão nacionalista escreveu Sérgio Buarque de Holanda que o livro e a revista "quiseram ser a um tempo o nosso prefácio de Cromwell e o grito do Ipiranga da poesia".